# ماري كاثرين برانديجي
ماري كاثرين برانديجي (1844-1920) (بالإنجليزية: Mary Katharine Brandegee)‏ هي عالمة نباتات عُرفت بدراستها الشاملة للفلورا في كاليفورنيا، ولدت في 28 تشرين الأول عام 1988م.

## حياتها
كانت المولودة الثانية لمارشال لاين الذي عمل مزارعًا ولربة المنزل ماري لاين، عاشت عائلتها غربي ولاية تنيسيي وكان لديها 9 أطفال آخرين، ثم انتقلت للعيش في كاليفورنيا في زمن اندفاع الذهب الذي حدث هناك عام 1849م على الرغم من أن والدها اختار الزراعة استقروا في فولسوم، كاليفورنيا عندما كانت برانديجي بعمر 9 سنوات .
تزوجت عام 1866 م من الموظف الأمني هيو كوران واستمرّ الزّواج حتى عام 1874م عندما توفي بسبب إدمان الكحول، وتزوجت مرة ثانية في عام 1889م من المهندس المدني تونشيند بريندجي الذي شاركها حب العلم وكما كانت هي عالمة نبات كان هو يحب جمع النباتات  حيث مشيا من سان دييغو حتى سان فرانسيسكو وجمعا النباتات كقضاء لشهر العسل. توفيت برانديجي في 3 أبريل 1920 في بيركلي بعمر 75 عامًا.

## حياتها العملية
بعد وفاة زوجها الأول انتقلت ماري للعيش في سان فرانسيسكو لتدخل المدرسة الطبية في جامعة كاليفورنيا وتصبح ثالث امرأة تلتحق بالجامعة هناك. حيث درست النباتات الطبية وظهر اهتمامها بعلم النبات، وبعد أن نالت شهادتها في الطب لم تتمرن بل أصبحت تلميذة لدى عالم النبات هانس هيرمن بيهر Hans Hermann Behrفي عام 1879.
أصبحت عضواً في أكاديمية كاليفورنيا للعلوم في سان فرانسيسكو، جمعت النباتات من جميع أنحاء الولاية وعملت في المعشبة في الأكاديمية لمواصلة تدريبها في مجال النبات، وعملت جنبًا إلى جنب مع ألبرت كيلوغ أثناء سفرها. ووجدت أن العديد من الأنواع المكتشفة حديثًاً لم تكن مميزة في الواقع. كما سمحت عيناتها أيضًا للعلماء اللاحقين بتحديد نطاقات النباتات بدقة في غرب الولايات المتحدة.
بعد تقاعد كيلوغ في عام 1883، أصبحت برانديجي مشرف علم النبات في الأكاديمية ووضعت جهودها وطاقتها لتحسين حوض الأعشاب وشرعت في الكتابة والتحرير لإنشاء نشرة أكاديمية كاليفورنيا للعلوم وإصدارها. كانت برانديجي عالمة نباتات تعمل بشكل منتظم وسريع لتقديم الأنواع للوصف النباتي  وقدمت لعلماء النبات في الساحل الغربي وسيلة لنشر النتائج بسرعة بدلًا من تعريف كل الأنواع الجديدة من خلال تسمية آزا غراي Asa Gray في جامعة هارفارد، وهو ما سمح بالاستقلالية العلمية.
التقت في عام 1890مع عالم الفطريات هارفي ويلسون Harvey Willson في أكاديمية كاليفورنيا للعلوم وأنشأت معه مجلة علم النبات Zoe التي وفرت منبرًا للمقالات وللآراء والانتقادات التي وجِهت إلى معاصريها.
في عام 1891، أصبحت أليس إيستوود عالمة النباتات الأميركية الكندية مشرفة مساعدة للمعشبة، وبعد عامين عندما استقالت برانديجي استمرت إيستوود بالعمل كمنسق وحيد في المعشبة. انتقلت برانديجي وزوجها الثاني تاونشند في عام 1894 إلى سان دييغو واستقرا هناك وأنشأا أول حديقة نباتية في سان دييغو، وجمعا معًا النباتات من جميع أنحاء كاليفورنيا وأريزونا والمكسيك ، وبعد زلزال عام 1906 في سان فرانسيسكو، عاد الزوجان وتبرعا بأكثر من 76000 عينة من مجموعتهما الشّخصية إلى جامعة كاليفورنيا.
كان عمل كاثرين العلمي دقيقًا واكتسبت إنتاجيتها العلميّة مصداقية. وفي الوقت نفسه، كانت شخصية قوية بطبيعتها وانتقاداتها القاسية، وأصبحت قوة لا يستهان بها في أكاديمية كاليفورنيا للعلوم.
لأكثر من 20 سنة بعد انتقال برانديجي، بحث باحثون نباتيون زائرون عن عينات من بين البقايا الباقية على قيد الحياة لحديقة سان دييغو. وعلى الصعيد المحلي، لم تعط أهمية لأول حديقة نباتية في المنطقة، ولم تبذل جهود خاصة في لحفظها. والقليل فقط من المعرّفين بالنباتات شعروا بالأسى لفقدان المجموعة الساحرة من الأشجار والنباتات النادرة التي كانت فيها.